# Nadine Fiévet
Pour les articles homonymes, voir Fiévet.
Nadine Fiévet, née 1947 à Bruxelles, est une peintre, dessinatrice et sérigraphe belge.

## Biographie
Nadine Fiévet naît en 1947 à Bruxelles,.
Elle étudie sous la direction d'Edmond Dubrunfaut à l'Académie des Beaux-Arts de Mons. Ayant commencé par des peintures murales, elle se consacre ensuite à la sérigraphie.
Elle vit à Colfontaine.

## Expositions

### Collective
- 1985, Maison de la culture, Namur[1].

### Personnelles
- 1998, Maison de la culture, Namur[1].
- 2010, Musée des Beaux-arts, Mouscron[1].